# Onsen de Minara
El onsen de Minara (見奈良温泉 Minara-onsen?) es un onsen que se encuentra en lo que fue el pueblo de Shigenobu del distrito de Onsen (en la actualidad es parte de la ciudad de Toon) de la prefectura de Ehime.

## Acceso
- Desde el intercambiador Kawauchi de la autovía de Matsuyama, alrededor de 2 km hacia el oeste.
- Desde la estación Minara (見奈良駅 Minara-eki?) de la línea Yokogawara del ferrocarril Iyo, unos 5 minutos a pie.
- Hay autobuses gratuitos desde la estación Ciudad de Matsuyama.

## Propiedades
Contiene sodio y bicarbonato sódico. El agua tiene una temperatura de 49 °C, pero para permitir la inmersión se reduce la temperatura hasta los 45 °C.
Es recomendado para dolores de nervios, músculos, articulaciones, hombro, golpes, problemas digestivos, entre otros.

## Área circundante
Hay un hospedaje denominado Riraku (利楽?)
Al lado, hacia el este, se encuentra el centro comercial Palty Fuji Sucursal Minara.